# Établissement rural d'Ogniovka (république de l'Altaï)
L'établissement rural d'Ogniovka (en russe : Огнёвское сельское поселение, en altaï méridional : Сооруныҥ јурт јеезези) est une entité municipale russe du raïon d'Oust-Koksa dans la république de l'Altaï. Son centre administratif est le village d'Ogniovka, et sa population s'élevait à 1 184 habitants en 2023.

## Géographie
L'établissement rural se situe dans le raïon d'Oust-Koksa, un des dix raïons de la république de l'Altaï, en Sibérie. Il est un des neuf établissements ruraux du raïon d'Oust-Koksa. Son centre administratif est le village d'Ogniovka,.

## Histoire et statut
À l'époque soviétique, l'établissement rural était un conseil de village (selsoviet). Mais en 1995, le conseil de village a été transformé en administration rurale. Le 13 janvier 2005, à la suite de la réforme municipale, l'administration rurale a été transformée en établissement rural.

## Population
Recensements (*) et estimations de la population,:
| 2010* | 2021* | 2023  | - |
| ----- | ----- | ----- | - |
| 1 527 | 1 237 | 1 184 | - |

## Localités
L'établissement rural compte 5 localités,.
| Nom         | Nom russe   | Statut    | Population Recensement 2021 |
| ----------- | ----------- | --------- | --------------------------- |
| Beriozovka  | Берёзовка   | possiolok | 208                         |
| Kaïtanak    | Кайтанак    | village   | 289                         |
| Maralovodka | Мараловодка | possiolok | 195                         |
| Ogniovka    | Огнёвка     | village   | 530                         |
| Sakhsabaï   | Сахсабай    | possiolok | 15                          |